# Adrien Arnaud
Adrien Arnaud foi um escritor francês do século XIX.

## Biografia
Autor de Le Portugal et l'Espagne à vol d'oiseau, em 1869.